# Australian Indoor Championships 1987
LAustralian Indoor Championships 1987 è stato un torneo di tennis giocato cemento indoor del Sydney Entertainment Centre di Sydney in Australia. Il torneo fa parte del Nabisco Grand Prix 1987. Si è giocato dal 12 al 19 ottobre 1987.

## Campioni

### Singolare maschile
Ivan Lendl ha battuto in finale  Pat Cash con il punteggio di 6–4, 6–2, 6–4

### Doppio maschile
Darren Cahill /  Mark Kratzmann hanno battuto in finale  Boris Becker /  Robert Seguso con il punteggio di 6–3, 6–2